# Andrés Mazali
Andrés Mazali, v některých pramenech uváděný jako Andrés Mazzali (22. července 1902, Montevideo - 30. října 1975, Montevideo) byl uruguayský fotbalový brankář, atlet a basketbalista.
Celou fotbalovou kariéru hrál za Nacional. S Uruguayí vyhrál ve fotbale OH 1924 a 1928.

## Fotbalová kariéra
Andrés Mazali hrál na postu brankáře za Nacional.
Za Uruguay chytal 21 zápasů a vyhrál s ní 2× OH a 3× mistrovství Jižní Ameriky (z těchto tří mistrovství hrál ale jen v roce 1924). Před domácím mistrovstvím světa v roce 1930 porušil Mazali zákaz vycházení z hotelu od trenéra Suppiciho, když šel na rande. Trenér jej za to vyřadil z týmu.

## Basketbalová kariéra
6 let hrál za Olimpii.

## Úspěchy

### Fotbal
Nacional
- Primera División (5): 1919, 1920, 1922, 1923, 1924

Uruguay
- Olympijské hry (2): 1924, 1928
- Mistrovství Jižní Ameriky (3): 1923, 1924, 1926

### Atletika
- jihoamerický šampion na 400 metrů překážek: 1920

### Basketbal
Olimpia
- Primera División (1): 1923